# Castelnau-de-Brassac
Castelnau-de-Brassac är en kommun i departementet Tarn i regionen Occitanien i södra Frankrike. Kommunen ligger i kantonen Brassac som tillhör arrondissementet Castres. År 2018 hade Castelnau-de-Brassac 733 invånare.

## Befolkningsutveckling
Antalet invånare i kommunen Castelnau-de-Brassac
| Referens: INSEE |